# Greenwood megye (Dél-Karolina)
Greenwood megye az Amerikai Egyesült Államokban, azon belül Dél-Karolina államban található. Megyeszékhelye és legnagyobb városa Greenwood. Lakosainak száma 69 351 fő (2020. április 1.). Greenwood megye Laurens, Newberry, Saluda, Edgefield, McCormick és Abbeville megyékkel határos.

## Népesség
A megye népességének változása:
| Lakosok száma | 69 720 | 69 793 | 69 800 | 69 723 | 69 838 | 69 351 |
|               | 2010   | 2011   | 2012   | 2013   | 2015   | 2020   |